# Suez
Suez er en egyptisk havneby med ca. 460.000 indbyggere. Suez ligger i Suezbugten nær Suezkanalens munding. Byen blev totalt ødelagt i Seksdageskrigen i juni 1967 og blev først genopbygget efter genåbningen af Suezkanalen i 1975.
- Suez i maj 1982
- Suez i maj 1982
- Suez i maj 1982